# Itaquascon placophorum
Itaquascon placophorum är en djurart som tillhör fylumet trögkrypare, och som beskrevs av Walter Maucci 1973. Itaquascon placophorum ingår i släktet Itaquascon och familjen Hypsibiidae. Arten är reproducerande i Sverige. Inga underarter finns listade i Catalogue of Life.